# Mina Kollur
La mina Kollur en el distrito de Guntur en el antiguo reino de Golconda, India, fue una de las minas diamantíferas más productivas de la India, y uno de los primeros grandes centros diamantíferos del mundo. Se encuentra en la orilla derecha del río Krishna. Estuvo en activo entre los siglos XV y mediados del siglo XIX. Aparte de la mina de Kollur, las minas de Parital, Gollapally, Mallavally, Ramallakota y Benganapally eran extremadamente prolíficas en la India de la época. En la cúspide de su producción, está registrado que trabajaron 60.000 personas, incluyendo a hombres, mujeres y niños de todas las edades.
El diamante más grande de la India, el Gran Mogol  fue extraído de la mina de Kollur. El diamante conocido actualmente como Diamante Hope, fue comprado por Jean-Baptiste Tavernier desde la mina Kollur a mediados del siglo XVII. El diamante fue comprado a Tavernier por el Rey Luis XIV pero fue robado durante la Revolución Francesa; se cree que reapareció recortado como el diamante Wittelsbach. Las minas indias finalmente se agotaron y el centro diamantífero mundial pasó a ser Brasil, donde se descubrieron nuevas minas de diamantes. 
Muchos de los diamantes más famosos y notables se extrajeron de las minas de la India incluyendo al Koh-i-Noor, el diamante Regent el Gran Mogol, el Wittelsbach (todos de Kollur); el Darya-ye Noor, el Orlov, el Verde de Dresde, el Diamante Hope y el Idol's Eye.

Diamantes notables de la mina Kollur
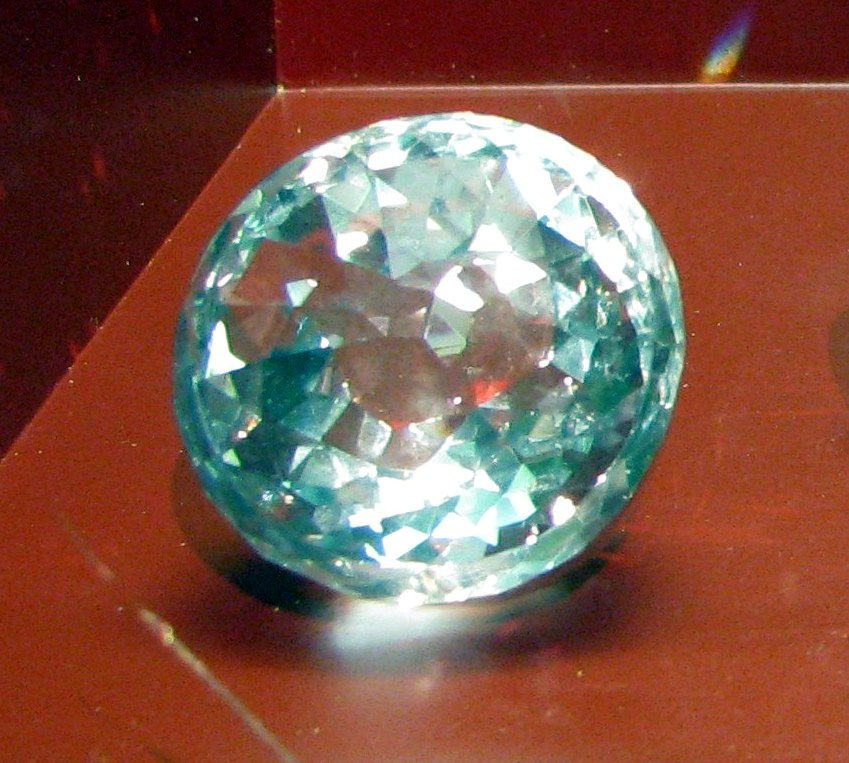
Gran Mogol.
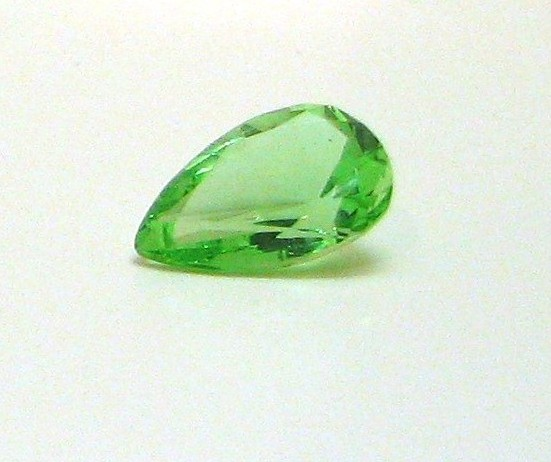
Diamante Verde de Dresde.
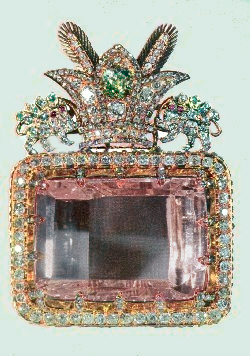
Darya-ye Noor.
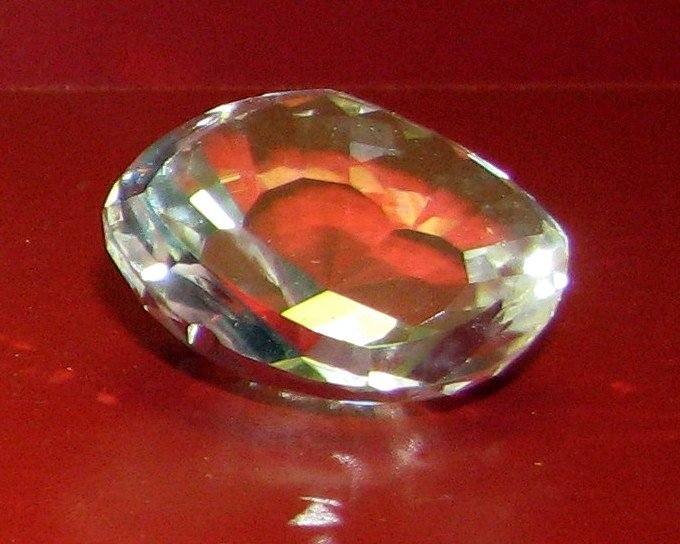
Koh-i-Noor.
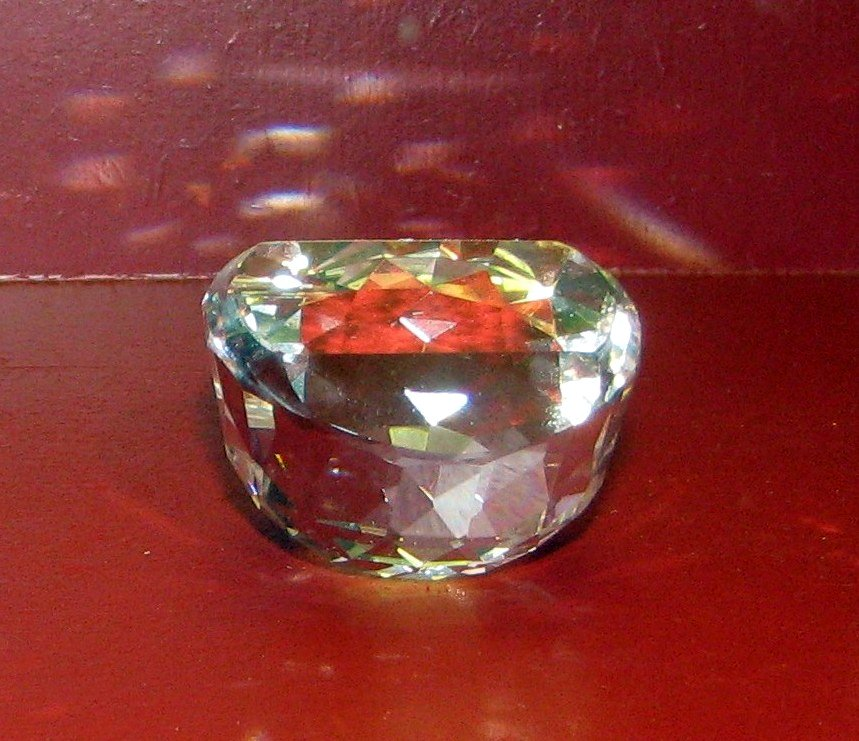
Diamante Orlov.